# ناحیه امریکن، شهرستان الن، اوهایو
شهرستان امریکن، بخش الن، اوهایو (به انگلیسی: American Township, Allen County, Ohio) یک منطقهٔ مسکونی در ایالات متحده آمریکا است که در اوهایو واقع شده‌است.

## خصوصیات
شهرستان امریکن ۶۲٫۶ کیلومترمربع مساحت و ۱۴٬۳۸۱ نفر جمعیت دارد و ۲۵۱ متر بالاتر از سطح دریا واقع شده‌است.